# Кудин, Иван Назарович
Иван Назарович Кудин (3 мая 1923, Новолозоватка, Екатеринославская губерния — 24 ноября 1983, Киев) — старшина, командир огневого взвода 753-го стрелкового полка 192-й стрелковой Оршанско-Хинганской Краснознамённой дивизии 31-й армии 3-го Белорусского фронта. Герой Советского Союза.

## Биография
Родился 3 мая 1923 года в селе Новолозоватка Криворожского района в семье рабочего. Украинец.
В 1941 году окончил девять классов сельской школы. Работал счетоводом в тресте «Майкаинзолото». Член ВКП(б) с 1948 года.

### Боевой путь
В августе 1941 года подал заявление об отправке на фронт. В действующей армии прошёл курс артиллерийской подготовки. В боях Великой Отечественной войны с мая 1943 года. Воевал на Западном, 3-м Белорусском фронтах. Участвовал в освобождении Белоруссии, Литвы. Участвовал в боях за Восточную Пруссию.
29—30 июня 1944 года старшина И. М. Кудин в боях за город Борисов Минской области под огнём противника установил пушку на прямую наводку и уничтожил три огневые точки врага. В числе первых на подручных средствах форсировал реку Березину и, корректируя огонь орудий взвода, обеспечил переправу подразделений полка и захват плацдарма на правом берегу реки.
Указом Президиума Верховного Совета СССР от 24 марта 1945 года «за отвагу и мужество, проявленные при форсировании реки и в боях за освобождение города Борисова», старшине Ивану Назаровичу Кудину присвоено звание Героя Советского Союза с вручением ордена Ленина и медали «Золотая Звезда» (№ 7218).

### Трудовой путь
После войны И. М. Кудин демобилизовался. Жил и работал в городе Бугуруслане Оренбургской области. В 1961 году окончил Донецкий институт советской торговли. Работал в системе общественного питания. С 1969 года жил в Киеве. Умер 24 ноября 1983 года. Похоронен в Киеве на Лукьяновском военном кладбище.

## Награды
- Медаль «Золотая Звезда»;
- орден Ленина;
- орден Красного Знамени;
- орден Отечественной войны 1-й степени;
- орден Отечественной войны 2-й степени;
- орден «Знак Почёта»;
- медали СССР.

## Память
- Имя на Стеле Героев в Кривом Роге.